# Xanthogramma marginale
Xanthogramma marginale är en tvåvingeart som först beskrevs av Friedrich Hermann Loew 1854.  Xanthogramma marginale ingår i släktet kilblomflugor, och familjen blomflugor.
Artens utbredningsområde är Spanien. Inga underarter finns listade i Catalogue of Life.

## Bildgalleri

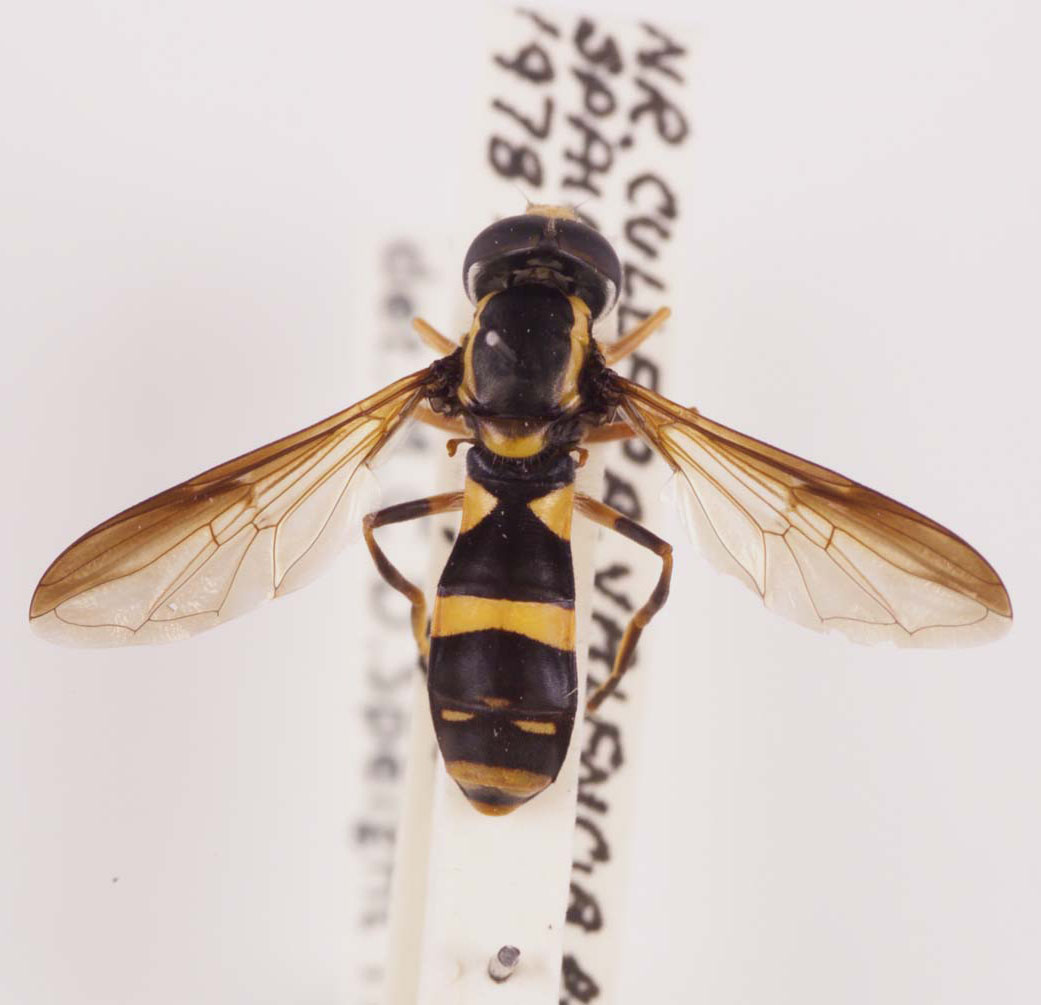
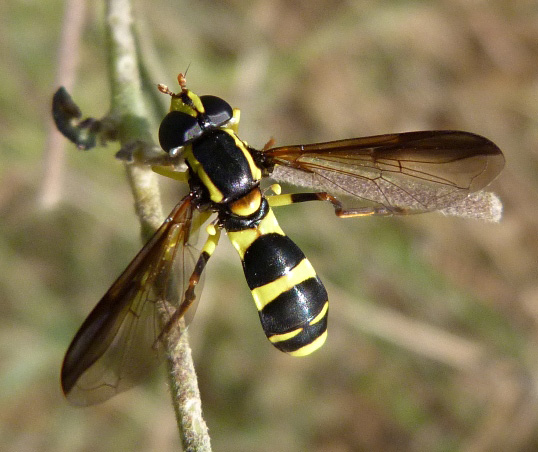
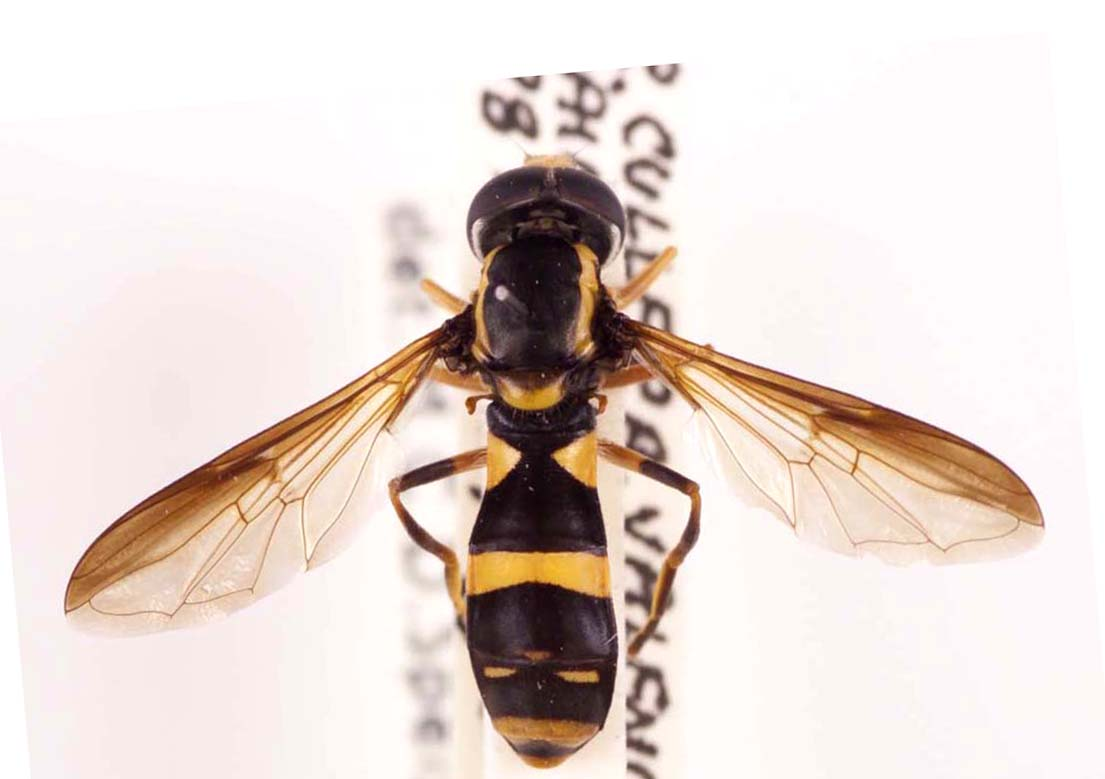